# Muckerwitz

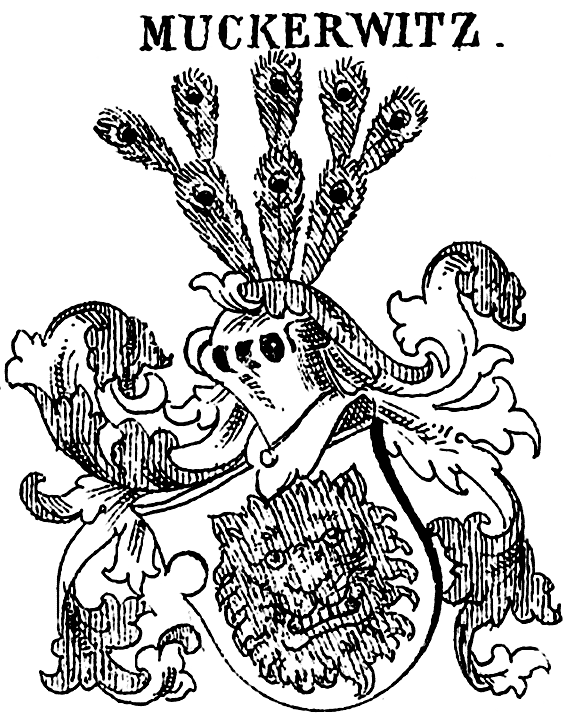
Wappen derer von Muckerwitz

Die Familie von Muckerwitz, in älteren Schriften auch Mukerviz oder Mokerwyz, war ein pommersches Adelsgeschlecht, das im 16. Jahrhundert ausgestorben ist.

## Geschichte
1294 trat erstmals ein Knappe Andreas Mukervitse als Zeuge in einer Urkunde der Greifenherzöge Barnim II. und Otto I. auf, in der diese der Stadt Wollin Stadtgebiet und Gerichtsbarkeit bestätigten. Möglicherweise hatte das Geschlecht seinen Ursprung auf der Insel Wollin, wie der Ortsname Mukriz (Groß und Klein Mokratz) vermuten lässt. Jedoch lässt sich nur der Besitz eines Fischwehres im Bach Salwerke bei Dartzvitze (Darsewitz) durch eine Urkunde von 1324 für die Vettern Conrad und Tymmo Mukrauitze belegen. In derselben Urkunde, die in Ziegenort ausgestellt wurde, traten die beiden als Besitzer der Orte Laatzig und Paatzig sowie Anteilen von Sarnow und Lanke östlich der Dievenow sowie als Inhaber der Fischereigerechtigkeit auf dem Martenthiner See und Teilen des Stettiner Haffs auf. Im Gebiet zwischen der Mündung der Uecker und dem Neuwarper See im Norden der Ueckermünder Heide traten die Familien Muckervitz und Bröker dabei erstmals als Teilbesitzer der Orte Bellin, Damgarten und Warsin auf.
1410 bezeugte Henning Colze Mukerkvitze tho Murauitze (Moratz) eine Urkunde. 1428 wurden Scire und Slaweke Mukervitcze in die Bruderschaft des Dominikanerklosters zu Cammin aufgenommen, dem sie erlaubten, in der Heide bei Moratz Holz zu schlagen. 
Herzog Joachim überließ 1449 dem Bernd Mukerviz Vogtei und Schloss Ueckermünde auf „Schlossglauben“. 1454 kaufte Bernd Mukerviz von Herzog Wartislaw IX. das Schloss Alt-Torgelow mit der Vogtei und zugehörigen Gütern für 3000 rheinische Gulden. Herzog Wartislaw X. bestätigte ihm 1456 die Fischerei mit dem großen Garn auf dem zu Ueckermünde gehörenden Teil des Haffs, wie sie ihm bereits von Joachim verliehen worden war, als erbliches Privileg. Herzog Otto III. gewährte ihm 1458 die Exemtion von der Gerichtsbarkeit der Burgrichter mit Ausnahme bei Kriminalfällen. 
Mit Bernd Muckerwitz († 8. Mai 1575) starb die Familie im Mannesstamm aus. Die Muckerwitzschen Lehen wurden von den pommerschen Herzögen eingezogen.

## Sage
Bereits Johannes Bugenhagen und Thomas Kantzow erwähnen einen vornehmen Ritter Vidante Mukerwiz, der um 1290 auf Vogelsang gesessen haben soll. Dieser soll 1295 den Herzog Barnim II. bei Hintersee erstochen und seine Frau lebendig begraben haben, nachdem er beide zuvor beim Ehebruch angetroffen hatte. Das sogenannte Barnimskreuz soll am Sterbeort des Herzogs aufgestellt worden sein.
Der Zusammenhang des möglicherweise gewaltsamen Todes des Herzogs mit den Muckerwitz ist jedoch eine Sage. Zum Ende des 13. Jahrhunderts können die Muckerwitz nicht als sesshaft in Vogelsang nachgewiesen werden. Die Bedeutung der Familie wird bei Kantzow stark überhöht, erst mit Bernd Mukerviz gelang ihnen der Aufstieg in einen den schlossgesessenen Geschlechtern ebenbürtigen Rang. Vidante kommt als  Vorname bei den Muckerwitz nicht vor, es handelt sich vielmehr um den Familiennamen eines niederadeligen Geschlechts von Vidante. Diese Familie hatte keinen Besitz im Bereich der Ueckermünder Heide, sondern war in Hinterpommern ansässig und starb Mitte des 15. Jahrhunderts aus. Bei dem Barnimskreuz handelte es sich wahrscheinlich ursprünglich um eine Grenzmarkierung.

## Wappen
Das Wappen ist nur in Form eines Siegels des Slawemer Mokerwytze aus dem Jahr 1380 überliefert. Es zeigt im Schild einen herschauenden Löwenkopf. Die Tingierung ist nicht bekannt. Auf dem unvollständig überlieferten Siegel des Bernd von Muckerwitz von 1459 ist eine auf Federn reduzierte Helmzier dargestellt.